# Riserva naturale speciale delle Grotte di Pietrasecca
La riserva naturale speciale delle Grotte di Pietrasecca è un'area naturale protetta situata a Pietrasecca, frazione del comune di Carsoli, in provincia dell'Aquila. La riserva è stata istituita nel 1992. Le grotte sono inserite tra i siti di interesse comunitario dell'Abruzzo.

## Descrizione
L'area protetta che ha un'estensione di circa 110 ettari si trova nel comune di Carsoli (AQ) nella piana del Cavaliere. È stata la prima area protetta creata per tutelare le peculiarità dell'area carsica, in cui ci sono due grotte la Grotta dell'Ovito e la Grotta del Cervo. La gestione del parco è del comune di Carsoli, coadiuvato dall'Università degli studi dell'Aquila e da alcune associazioni speleologiche, tra cui la Società Speleologica Italiana. Nei limitrofi comuni di Sante Marie (AQ) e Pescorocchiano (RI) si trovano l'inghiottitoio di Luppa e le grotte di Val de' Varri.

### Grotta dell'Ovito

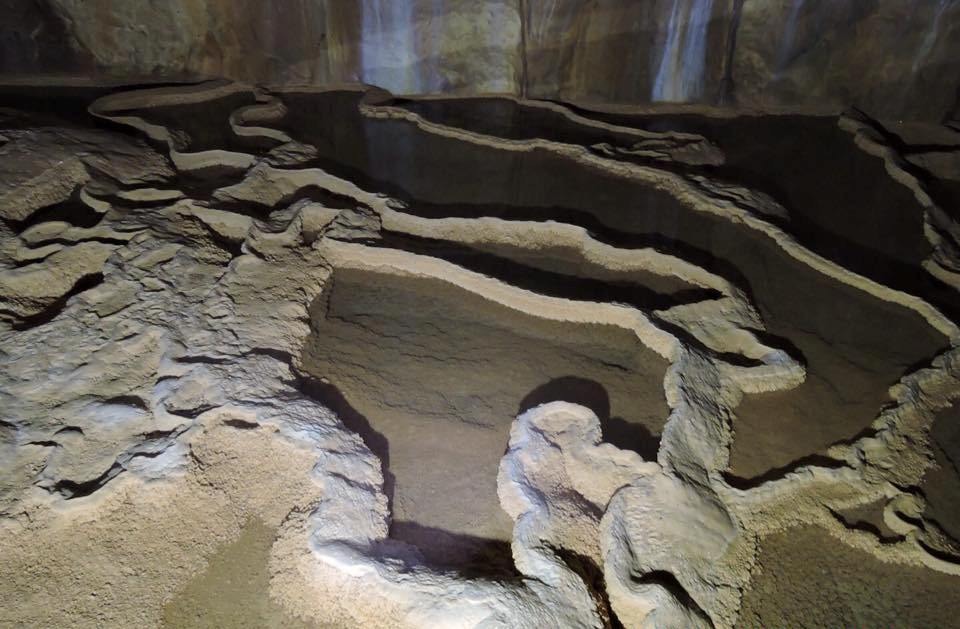
Particolare della grotta

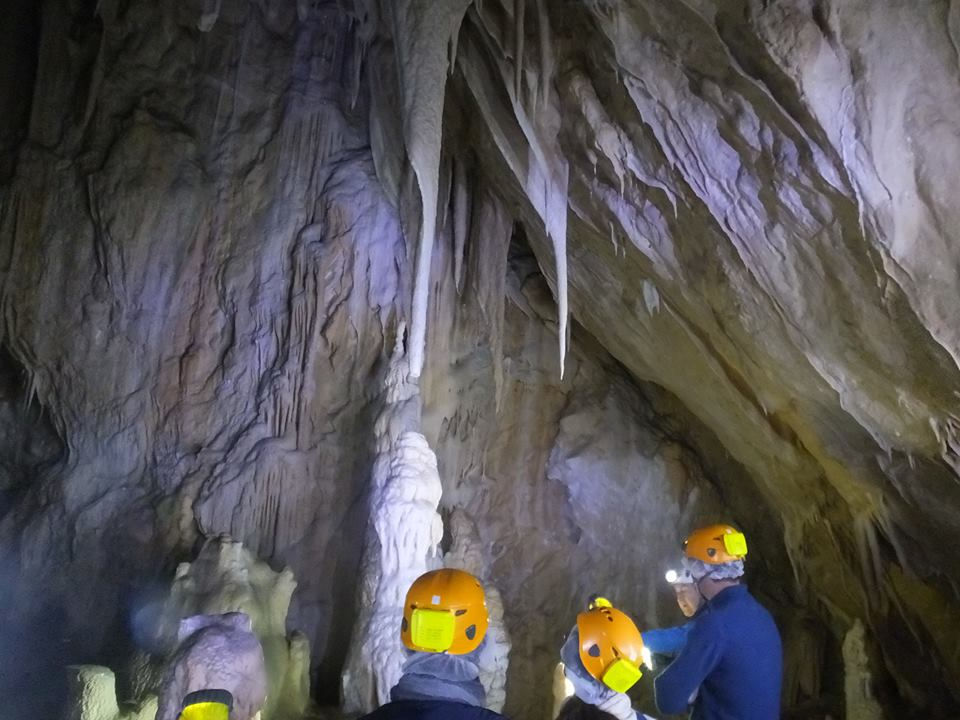
Speleologi in grotta

Detta anche Inghiottitoio di Pietrasecca, si trova ad 806 metri sul livello del mare. I suoi corridoi raggiungono una lunghezza totale di 1370 metri con un dislivello di 41 metri. I vari corridoi della grotta dell'Ovito sono strutturati nella seguente maniera:
- Portale a due archi
- Vecchio ramo fossile
- Sala dei tre archi
- Gomito del contatto
- Lago Stige
- Caverna dei giganti
- Ramo dei laghi
- Galleria dei Marsi
- Il bivio
- Ramo delle eccentriche
- Galleria con vaschette
- Salone concrezionato
- Rami aquilani

L'accesso fa entrare in una galleria lunga 270 metri ed alta 15/20 metri. Alcune diramazioni introducono a sale con stalattiti e stalagmiti, quindi la galleria principale si restringe in una specie di canyon. dopo un dislivello di 8 metri si arriva ad un lago che occupa un salone di 70 X 30 m. così poi si raggiungono tutti gli altri ambienti su citati.
Nel 2015 sono stati scoperti i cosiddetti "rami aquilani" grazie ad un lavoro di ricerca ed esplorativo messo in atto dal gruppo Grotte e Forre "Francesco De Marchi" del CAI dell'Aquila, coinvolto nel progetto zoologico dalla sezione di Scienze ambientali dell'Università dell'Aquila, che ha permesso di rilevare per la prima volta 200 metri di ulteriore profondità della grotta. Si raggiunge dal paese di Pietrasecca, scendendo lungo una strada che prosegue parallela all'autostrada A24.

### Grotta del Cervo
Detta anche Grotta Grande del Cervo si trova a 858 metri sul livello del mare e presenta una lunghezza totale di 2500 metri con un dislivello di 70 metri. I suoi corridoi sono strutturati nel seguente modo:
- Sala degli antenati
- Ramo delle meraviglie
- Sala delle vaschette
- Ramo della medusa
- Fiume di fango
- Sala del By pass
- Fiume del silenzio

Questa galleria fu riscoperta nel 1984. Vi furono trovate delle ossa di quattro specie di mammiferi del Pleistocene medio-superiore, tra cui: un orso, una lince, Panthera leo spelaea, Cervus elaphus, nonché 18 monete in bronzo di epoca romana risalenti al IV-V secolo d.C., una risalente invece al XV secolo, depositate in piccole vaschette calcaree naturali.
L'ingresso si trova fra le macerie dovute ad una vecchia frana. L'accesso alla grotta del cervo non è privo di difficoltà. Con prudenza si può procedere alle sale ed ai rami suddetti.
Il concrezionamento (processo di formazione delle stalattiti e stalagmiti) in questa grotta inizia 850.000 anni fa. Alcuni crolli avvenuti 100.000 e 35.000 anni fa ed un sisma avvenuto nel 1456 bloccarono il processo, ma ogni volta questo lentamente riprese.
Anche la Grotta del Cervo si raggiunge facilmente dal paese di Pietrasecca, passando attraverso un sentiero pavimentato che scende verso la grotta, attraversando un bosco di cerri incluso nella riserva protetta.

## Ambiente

### Flora
Nel territorio della riserva si trovano le seguenti specie:
- Cystopteris fragilis
- Hieracium virgaurea
- Campanula trachelium
- Salix alba
- Salix purpurea
- Populus nigra
- Populus tremula
- Chaerophyllum
- Equisetum arvense
- Carpinus betulus
- Corylus avellana
- Ranunculus lanuginosus
- Veronica anagallis aquatica
- Veronica beccalonga
- Nasturtium officinale
- Glyceria fluitans
- Petasites hybridus

Nella riserva si trovano inoltre: il carpino nero, il cerro, il faggio, l'orniello e variegate specie di fiori e piante cespugliose tra cui l'anemone dell'Appennino.

### Fauna
La fauna della grotta dell'Ovito è la seguente:
- Dolichopoda geniculata
- Rhinolophus hipposideros
- Hschyropsalis adamii
- Androniscus dentiger
- Meta menardi
- Nesticus eremita
- Porrhomma convexum

La fauna della grotta del Cervo è la seguente:
- Dolichopoda geniculata
- Gryllomorpha dalmatina
- Digitivalva pulicariae
- Laemostenum latialis
- Choleva strurm
- Rhinolophus hipposideros

## Accessibilità
L'area protetta è raggiungibile da Roma attraverso l'autostrada A24 all'uscita del casello di Tagliacozzo, da L'Aquila-Teramo e da Avezzano-Pescara (A25) all'uscita del casello di Carsoli-Oricola, percorrendo infine un tratto della via Tiburtina Valeria.